# Брестаница
Брестаница (словен. Brestanica) је насељено место у општини Кршко, Посавска регија, Словенија.

## Историја
До територијалне реорганизације у Словенији била је у саставу старе општине Кршко.

## Становништво
У попису становништва из 2011. године, Брестаница је имала 993 становника.
| Број становника према пописима | Број становника према пописима | Број становника према пописима |
| ------------------------------ | ------------------------------ | ------------------------------ |
| 1991                           | 2002                           | 2011                           |
| 1.092                          | 973                            | 993                            |

Напомена: До 1952. исказивано под именом Рајхенбург. Године 2010. извршена је мања размена територија између насеља Брестаница и Столовник.

## Галерија
- панорама
- дворац Рајхенбург
- дворац Турн
- Сава на току кроз Брестаницу
- рибњак Мачковци
- железничка станица